# Medal of Honor: Pacific Assault
Medal of Honor: Pacific Assault é um jogo eletrônico de tiro em primeira pessoa desenvolvido pela EA Los Angeles e publicado pela EA Games para Microsoft Windows.
O jogo é a sétima edição da série Medal of Honor e serve como uma sequência de Medal of Honor: Allied Assault, com sua história ambientada durante a Guerra do Pacífico. O título foi anunciado em 5 de março de 2003, e foi lançado na América do Norte em 4 de novembro de 2004, e na Europa em 19 de novembro de 2004.
Medal of Honor: Pacific Assault introduziu alguns novos recursos para a franquia, como recuperar a saúde chamando o médico e a capacidade de ordenar que os membros do esquadrão dêem cobertura, reagrupar, mover para cima e recuar.
Medal of Honor: Pacific Assault Director's Edition apresenta alguns conteúdos adicionais, como uma apresentação que mostra a história da guerra no Pacífico, por trás das missões do jogo (níveis) e um reprodutor de música embutido que permite ao usuário ouvir a trilha sonora do jogo.

## Jogabilidade
Durante o jogo, pode-se utilizar muitas armas americanas da época, como a metralhadora Thompson e o rifle M1 Garand, também pode ser adquiridas armas japonesas como a submetralhadora Type 100, morteiros, armas antiaéreas, granadas e as pistolas Colt M1911 americana e a Nambu japonesa. Miras de ferro são apresentadas pela primeira vez na série.
Para curar as feridas, já não há os estojos de primeiros-socorros, mas sim o paramédico. O personagem do jogador pode emitir ordens como atacar, retirar, fogo de cobertura e reunir. Os níveis são ambientados em batalhas e operações reais que ocorreram no Teatro de Operações do Pacífico, começando com um breve prólogo e um treinamento em San Diego, passando pelo ataque japonês a Pearl Harbor, o ataque à ilha de Makin, a Campanha de Guadalcanal e a Batalha de Tarawa.

## Enredo
O jogo começa com um prólogo, com o jogador no papel do soldado Thomas Conlin, um fuzileiro naval dos Estados Unidos no Teatro do Pacífico da Segunda Guerra Mundial, em um veículo anfíbio LVT-1 se dirigindo para a Batalha de Tarawa, em 20 de novembro de 1943. Conforme o veículo de Conlin se aproxima da costa, é atingido por um projétil de artilharia japonesa, jogando Conlin e os outros passageiros no oceano raso, forçando-os a nadar. Conlin lutou para chegar à praia, apenas para ser atingido durante um contra-ataque japonês. Enquanto ele perde a consciência, o jogo volta ao início do primeiro dia de treinamento básico de Conlin em San Diego, em setembro de 1941, onde o jogador é apresentado aos personagens que se tornarão seu esquadrão; o líder do esquadrão Frank Minoso; um grande, de fala mansa, nativo de Nova Jersey; o atirador William "Willie" Gaines, um garoto do interior da Carolina do Norte; e o paramédico James Sullivan, um marinheiro tranquilo de uma família rica de Oak Park, Illinois.
Após o treinamento, Conlin é graduado como fuzileiro naval e designado para servir a bordo do encouraçado USS Arizona na base americana de Pearl Harbor. Ele chega ao estaleiro naval da base com seu oficial superior na manhã de 7 de dezembro de 1941, quando repentinamente os japoneses lançam seu ataque surpresa à frota americana na base. No caos que se seguiu, Conlin luta para resgatar marinheiros feridos e chegar a um barco de patrulha armado. Conlin se junta a força de defesa americana no porto e devolve fogo aos aviões japoneses atacantes. Conlin testemunha o emborcamento do USS Oklahoma e a explosão do USS Arizona. Ele então consegue entrar pelo casco danificado do USS West Virginia para salvar seus tripulantes. Após lutar pelos compartimentos em chamas do navio e salvar alguns tripulantes, Conlin chega ao convés e se une a força de defesa usando as armas antiaéreas do navio para destruir mais aviões inimigos e defender a retirada do USS Nevada.
Após o Ataque a Pearl Harbor, Conlin é transferido para o 2º Batalhão de Fuzileiros Navais (Raiders de Carlson), junto com seus antigos companheiros de treinamento. Na noite de 17 de agosto de 1942, eles participam do Ataque à Ilha de Makin, no Pacífico Sul. Durante o ataque, eles têm a tarefa de destruir uma torre de rádio, destruir um depósito de suprimentos e resgatar um aviador abatido, antes de retornar ao seu ponto de inserção pela manhã para se defender de um contra-ataque japonês e defender seus submarinos de um ataque aéreo.
Após o ataque a Makin, o esquadrão é designado para o 1º Batalhão de Fuzileiros Navais e implantado como reforços em Guadalcanal, Ilhas Salomão, onde são encarregados pela primeira vez de defender o Campo de Henderson e a área periférica contra os japoneses e seus esforços para retomar o aeródromo. Eles participam da Batalha de Edson's Ridge e a patrulha do Rio Lunga. Como parte da missão em Guadalcanal, Conlin se torna um piloto improvisado, pois é obrigado a assumir o controle do SBD Dauntless.
Posteriormente, Conlin é promovido a sargento e líder de esquadrão. Durante a invasão de Tarawa nas Ilhas Gilbert, Conlin protege a cabeça de praia da ilha de Betio, antes de neutralizar um grande centro de comando japonês e destruir os canhões antiaéreos japoneses, que são usados para impedir que embarcações americanas se aproximem da ilha. Conlin e seus homens continuam a limpar o campo de pouso das forças inimigas restantes.

## Desenvolvimento
Pacific Assault foi desenvolvido pela EA Los Angeles e publicado pela EA Games para PC. É principalmente um jogo de tiro em primeira pessoa, com exceção de um nível em que o jogador pilota um SBD Dauntless no meio de uma luta de caças. O motor do jogo é um Lithtech Jupiter modificado criado pela Monolith Productions em adição ao motor de física Havok. A trilha sonora foi composta por Christopher Lennertz.

## Recepção
O jogo recebeu críticas "favoráveis" de acordo com o agregador de análises de videogames Metacritic.
Medal of Honor: Pacific Assault recebeu um prêmio de vendas "Silver" da Entertainment and Leisure Software Publishers Association (ELSPA), indicando vendas de pelo menos 100.000 cópias no Reino Unido.